# Jüdische Gemeinde Floß

Judenberg mit Synagoge (um 1902)

Die Jüdische Gemeinde Floß war bis zum 2. April 1942 die jüdische Gemeinde von Floß. Sie befand sich im einzigen bayerischen jüdischen Ghetto, dem Judenberg in Floß.

## Geschichte

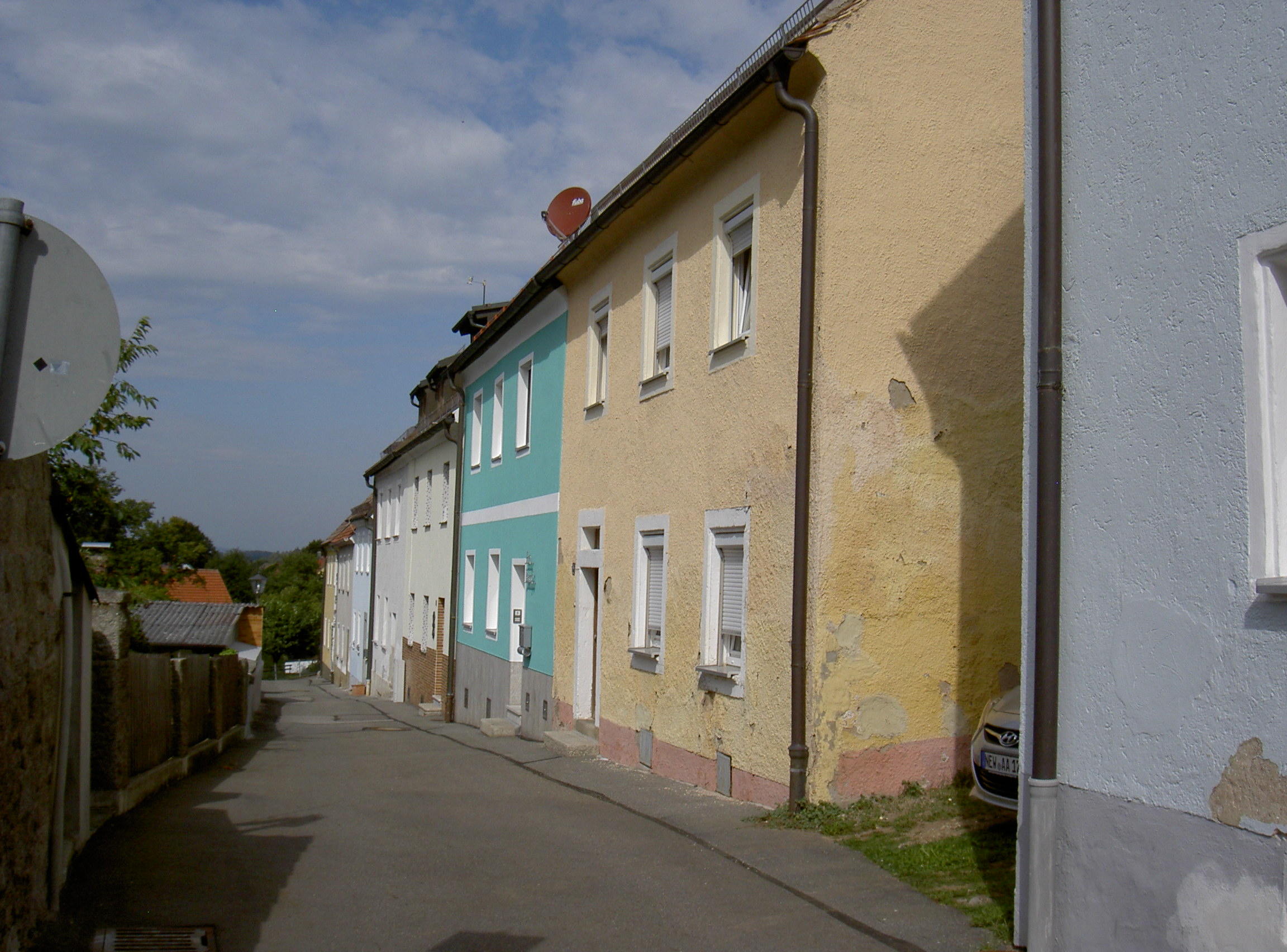
Straße Am Berg auf dem Judenberg

### Vorgeschichte bis 16. Jahrhundert
Wahrscheinlich haben schon im Mittelalter in Floß vorübergehend einige jüdische Familien gewohnt.
Jedenfalls lebten schon im 14. Jahrhundert Juden in der Umgebung von Floß, nämlich in Weiden, Neustadt an der Waldnaab, Pleystein, Eschenbach, Pfreimd, Luhe, Leuchtenberg und vielleicht auch in Vohenstrauß.
Im Salbuch von 1416/1440 wird eine Judensteuer von zehn Gulden jährlich für jeden in der Herrschaft Floß und im Markt Floß wohnenden Juden aufgeführt.
1505 wurde Floß dem neu gegründeten wittelsbachischem Fürstentum Junge Pfalz zugeschlagen.
Es wurde zu dieser Zeit von Pfalzgraf und Kurfürst Philipp (Pfalz) regiert.
1556 verbot Kurfürst Ottheinrich den Juden den Aufenthalt in der Kurpfalz, der Oberpfalz und der Pfalz-Neuburg (= Junge Pfalz).
Im Salbuch von Flossenbürg und Floß aus dem Ende des 16. Jahrhunderts wurde über diese Vertreibung der Juden aus der Pfalz geschrieben (wörtlich):
„Weillen die Judenn mitt Wonung Jetziger Zeytt in der Pfalz nitt mehr gedulldett, Gefelltt davon kain steur, ist auch kainer mit Wesen (Anwesen) in dieser Herschafft.“
Für durchreisende Juden wurde Judenzoll erhoben: 14 Pfennig pro Fußgänger, 28 Pfennig pro Reiter.
Ab 1586: 15 Kreuzer pro Fußgänger, 20 Kreuzer pro Reiter.

### 17. Jahrhundert
1614 wurde ein Teil der Jungen Pfalz zum neu gegründeten Herzogtum Pfalz-Sulzbach.
Zu Pfalz-Sulzbach gehörten die Ämter Sulzbach, Floß und ein Teil des Amtes Parkstein-Weiden.
1656 wurde Pfalz-Sulzbach durch den Neuburger Hauptvergleich selbständiges, landesfürstliches, reichsunmittelbares Territorium.
Das bedeutet, erst seit 1656 hatte der über Pfalz-Sulzbach Regierende die wirkliche Oberhoheit über sein Gebiet.
Dieser Regierende war seit 1632 Pfalzgraf Christian August.
Er wurde durch den Neuburger Hauptvergleich ab 1656 Herzog von Pfalz-Sulzbach.
Von diesem Zeitpunkt an konnte Christian August in Pfalz-Sulzbach seine eigenen Vorstellungen verwirklichen, auch wenn diese im Widerspruch zur Herrschaft von Bayern und der Oberpfalz standen.
Christian August war im Unterschied zu seinen Standesgenossen ein toleranter Herrscher und interessierte sich für Theologie, jüdische Mystik, Kabbala und hebräische Sprache.
Er hob in seinen Territorien das Prinzip auf, dass die Untertanen die Religion ihres Herrschers zu übernehmen hatten (Cuius regio, eius religio).
Fortan durften die Menschen in Pfalz-Sulzbach selbst entscheiden, welcher Religion sie angehören wollten.
Außerdem erlaubte Christian August die Ansiedlung von Juden im Herzogtum Pfalz-Sulzbach.
1666 durften einige aus Wien geflohene Juden sich in der Residenzstadt Sulzbach niederlassen.
Christian August unterstützte sie 1669 bei der Gründung einer hebräischen Druckerei, die bis in das 19. Jahrhundert eine der bedeutendsten jüdischen Druckereien Europas war.
1672 misslang ein Versuch der aus Wien vertriebenen Juden, sich in Floß anzusiedeln.
Sie hatten in dieser Angelegenheit ein Gesuch an den herzoglichen Hof in Sulzbach gerichtet.
Durch Fürst Ferdinand August von Lobkowitz wurden 1684 die Juden aus Neustadt an der Waldnaab vertrieben und die Jüdische Gemeinde in Neustadt an der Waldnaab aufgelöst.
1684 siedelten sich vier aus Neustadt an der Waldnaab vertriebene jüdische Familien in Floß an.
Es waren die Brüder Enoch und Hirsch Maier sowie die Brüder Eysisch und Nathan Feyfaß jeweils mit ihren Familien.
Sie gründeten die jüdische Gemeinde Floß.
Christian August gewährte dazu die Erlaubnis unter der Bedingung, dass sie jährlich einen gewissen Geldbetrag als Schutzgeld zahlten.
Diese vier jüdischen Familien wohnten zunächst in Mietwohnungen in Floß.
Nachdem ihre Aufenthaltserlaubnis, die nur für ein Jahr galt, abgelaufen war, wurde ihnen 1685 ein erster Schutzbrief ausgestellt.
Er bezog sich vor allem das auf die jüdische Handelstätigkeit und ihr Verhältnis zu den christlichen Handwerkern.
Sein genauer Wortlaut kann nachgelesen werden in dem online zugänglichen Buch Magnus Weinberg: Geschichte der Juden in der Oberpfalz: Herzogtum Sulzbach (Sulzbach u. Floss).
Vom Schneidermeister Johann Harrer kauften die Juden einen unbebauten Acker.
Am 10. Mai 1687 gelang es ihnen, von der Regierung in Sulzbach die Genehmigung zu bekommen, auf diesem Acker vier Häuser zu bauen.
Also siedelten sie 1687 auf dem Harreschen Acker, oben auf dem Nordufer der Floß und bauten dort vier Häuser.
Da dieses Flurstück dem Kloster Waldsassen lehnbar war, musste die jüdische Gemeinde jährliche Zehentabgaben an dieses Kloster zahlen.
Bis zur Mitte des 19. Jahrhunderts siedelten auf dieser Anhöhe nur Juden, keine Christen.
Die Ansiedelung von Juden unten im Markt Floß war ebenfalls bis Mitte des 19. Jahrhunderts verboten.
Diese Anhöhe, die durch eine ungefähr 10 Meter hohe steile Geländestufe vom Markt Floß getrennt war, wurde dann Judenberg genannt.
Die erste amtliche Nennung des Judenberges erfolgte 1736.
So entstand auf dem Judenberg ein rein jüdisches Ghetto, das auch politisch bis 1870 eine unabhängige Gemeinde bildete.
Durch die abgeschlossene und isolierte Lage der jüdischen Gemeinde Floß kam es von Anfang an zu wilden Streitigkeiten zwischen den Gemeindemitgliedern, zwischen der Gemeinde und ihren Rabbinern, zwischen der Gemeinde und den Behörden, zwischen der jüdischen Gemeinde Judenberg und der christlichen Gemeinde Markt Floß.
Die Floßer jüdische Gemeinde war für ihre wilde Streitsucht bekannt.
Die Einzelheiten über die ausgefochtenen Kämpfe können online nachgelesen werden in Magnus Weinberg: Geschichte der Juden in der Oberpfalz: Herzogtum Sulzbach (Sulzbach u. Floss).
Obwohl die Gemeinde ihre Rabbiner sehr schlecht behandelte, gab es immer wieder viele Bewerber um das Rabbineramt in Floß.
Außerdem waren 1804 fast alle Familien miteinander blutsverwandt.
Erst als durch die Gesetze von 1861, 1868/69 und 1871 die Isolation aufgehoben wurde und den Juden Niederlassungs- und Berufsfreiheit gewährt wurde, begann sich die Situation zu entspannen.
Christen ließen sich auf dem Judenberg nieder, Juden zogen hinunter in den Markt Floß und 1893 wurde sogar der Rabbiner der jüdischen Gemeinde Floß, Israel Wittelshöfer, zum Ehrenbürger von Floß ernannt.
Den Juden war bis zum Anfang des 19. Jahrhunderts der Besitz von Vieh, sogar von Hühnern, verboten.
Sie durften kein Handwerk ausüben und waren nicht zu den Universitäten zugelassen.
Deshalb blieb ihnen zum Lebensunterhalt nur der Handel übrig.
Die Juden von Floß trieben Handel mit Wolle, Tuch, Garn, Fellen, Häuten, landwirtschaftlichen Produkten.
Um die Konkurrenz zwischen den jüdischen Familien einzudämmen, wurde durch eine Verordnung der Regierung im Jahr 1719 jeder Familie ein Handelsdistrikt zugeteilt.
Teilweise wurde selbst dieser Handel in einigen Bereichen auf Druck der Handwerkerzünfte untersagt.
1686 wurde an der Schiffgasse ein rituelles Bad errichtet, welches 1730 erweitert wurde.
1692 erwarb die jüdische Gemeinde einen Begräbnisplatz am östlichen Ortsrand von Floß und umgab ihn mit einer Mauer.
Ab 1692 wurde dieses Grundstück als Begräbnisstätte nicht nur für die Floßer Juden, sondern auch für Juden aus Schönsee, Waidhaus und Weiden genutzt.
1729, 1754, 1780 und 1806 wurde der Friedhof erweitert.
1794 wurde eine Chewra Kadischa (Beerdigungsbruderschaft) gegründet.
Die aus Neustadt vertriebenen Juden hatten aus ihrer Heimat eine Thorarolle mitgebracht.
Zunächst verrichteten sie ihren Gottesdienst in einem Privatraum bei Moses Hirschl.
Aufgrund innerer Streitigkeiten in der jüdischen Gemeinde richtete Isak Bloch in seinem Haus eine Konkurrenzsynagoge ein, die dann 1700 verboten wurde.

### 18. Jahrhundert
Im Jahre 1705 wurden als jüdische Einwohner von Floß verzeichnet: Moyses Hirschl, Isackh Plockh, Eysig Feylas, Jacob Davidt, Natan Feylas (die Namen sind hier in der originalen historischen Schreibweise wiedergegeben, bitte nicht „korrigieren“).
1712 war die jüdische Gemeinde auf acht Familien angewachsen.
Immer wieder ergingen Regierungserlässe, die die Vergrößerung der Gemeinde untersagten.
Es wurde angestrebt, die Zahl der Juden wieder auf die Zahl bei der Ansiedlung zu verringern.
Auch die christliche Bürgerschaft von Floß protestierte gegen die zunehmende Zahl der Juden.
Trotzdem nahm die Anzahl der Juden auf dem Judenberg stetig zu, teils durch natürliche Vermehrung, teils durch Zuzug aus Böhmen.
1736 erging ein rigoroses Verbot des Kaufes und Neubaus weiterer Häuser durch die Juden.
Dem begegneten die Juden durch Erweiterung und Aufteilung der vorhandenen Häuser auf mehrere Familien.
Außerdem gab es Bestimmungen, dass pro jüdischer Familie sich nur ein Kind in Floß niederlassen dürfe und dass nur Einfamilienhäuser gebaut werden dürfen.
Alle diese Bestimmungen wurden von der Sulzbacher Regierung mit großer Milde gehandhabt und nicht wirklich durchgesetzt.
1745 wurden von der Sulzbacher Regierung einige aus Böhmen vertriebene Juden in Floß aufgenommen.
Auch bei Rechtsstreitigkeiten von Juden gegen Christen wurde den Juden durch die Gerichte ihr Recht verschafft.
1719 bis 1722 wurde eine hölzerne Synagoge gebaut.
Die Baukosten betrugen 233 Gulden.
1723 wurde von Einwohnern des Marktes Floß gegen die Juden auf dem Judenberg eine Ritualmordbeschuldigung erhoben.
Hier ein Beispiel für die Streitigkeiten zwischen der Floßer jüdischen Gemeinde und ihren Rabbis:
Zur Zeit des Rabbis Jakob ben Moses Dörnberger, also um das Jahr 1768, trug sich folgendes zu (wörtlich nach Magnus Weinberg in Geschichte der Juden in der Oberpfalz: Herzogtum Sulzbach (Sulzbach u. Floss)):
„Am zweiten Tag eines hohen religiösen Festes wurde von einer jüdischen Gesellschaft ein Ball veranstaltet, für beide Geschlechter gemeinsam. Über eine solche, für jene Zeit noch unerhörte Untat war Rabbi Jakob aufs tiefste empört, und er erklärte die Hauptmissetäter in den Bann.“
Dagegen protestierten die Gemeindemitglieder der jüdischen Gemeinde Floß derart ernergisch, dass der Rabbi gezwungen war, den Bann wieder aufzuheben.
Der Chronist Magnus Weinberg steht bei dieser Geschichte auch 1927 noch durchaus auf Seiten des Rabbi Jakob.
1794 baute die Floßer jüdische Gemeinde gegen den heftigen Protest des Floßer katholischen Pfarrers und der christlichen Gemeinde Floß eine Rabbinerwohnung.

### 19. Jahrhundert
Kurfürst Maximilian bemühte sich zusammen mit seinem Ersten Minister Montgelas um eine effiziente und moderne Staatsverwaltung von Bayern.
Im Rahmen dieser Bemühungen forderte er die oberpfälzischen Ämter auf, Vorschläge zur Verbesserung der bürgerlichen Verhältnisse der Juden zu machen.
1800 gab es 42 jüdische Haushaltungen in Floß.
Das Pflegamt Floß machte u. a. folgende Vorschläge:
- Einführung öffentlicher deutscher Schulen mit Normallehrplan
- Heranbildung jüdischer Elementarlehrer
- Verbot der Führung der Handelsbücher in hebräischer Sprache
- Verpflichtung der jüdischen Jünglinge zur Wanderschaft
- Transferierung einzelner Juden nach Orten, wo die Vermehrung der Bewohner bzw. Berufe erwünscht ist
- Gleichheit ihrer Rechte und Pflichten mit anderen Bürgern
- Abschaffung ihrer besonderen Rechtsprechung
- Festsetzung eines Mindestalters für Heiratende
- Anweisung von Ländereien an sie zur Kultivierung und Bearbeitung
- Einschränkung der Zahl der herumwandernden Betteljuden
- Heranziehung zur Konskription (Wehrpflicht)
- Gewöhnung der Frauen, die zum Teil ihre Zeit mit Herumgehen und Kaffeetrinken verbringen und manchmal der Ruin ihrer Männer sind, zur Häuslichkeit
- Abhaltung deutscher statt hebräischer Predigten

Seit ihrer Ansiedelung im Jahr 1684 wurde für jedes Mitglied der jüdischen Gemeinde ein jährliches Schutzgeld erhoben, was als erhebliche Bedrückung empfunden wurde und zu vielen Streitigkeiten innerhalb der Gemeinde und mit den Behörden führte.
Im Jahr 1808 wurde dieses Schutzgeld von der Amberger Finanzdirektion aufgehoben.
Allerdings wurde nun für jede Bürgeraufnahme eines Juden eine Gebühr von 87 Gulden 40 Kreuzer angeordnet.
Während es früher den Juden verboten war, neue Häuser zu bauen, wurde es ab Anfang des 19. Jahrhunderts als Vorzug bei der Genehmigung eines Schutzgesuches angesehen, wenn ein eigenes Haus gebaut wurde.
Es wurde angestrebt, dass jede Familie ihre eigene Feuerstelle habe, besser noch ein ganzes Haus.
Der amtierende Rabbiner Horowitz legte 1808 auf Befehl der Behörde ein Geburts-, Trauungs- und Sterberegister an.
Dieses wurde nun als staatlich anerkannte Matrikel geführt.
Die juridischen Rechte der Rabbiner wurden eingeschränkt.
Sie behielten die Entscheidung nur bei Streitobjekten bis 15 Gulden.
Grundlage für ihre Entscheidungen bildete ab 1809 die neue bayerische Gerichtsverfassung.

#### Schulwesen
Freiherr von Lichtenstern arbeitete mit viel Energie an der Verbesserung der Lebensverhältnisse in Floß und auf dem Judenberg. Seiner Meinung nach war der Mangel an Bildung Ursache der vielen inneren Streitigkeiten. Er begründete 1810 die jüdische Elementarschule. Und zwar wurde für die katholische Schule in Floß zusätzlich zum katholischen Ortslehrer am 31. März 1812 ein Schulgehilfe eingestellt. Fortan erhielten einige Stunden am Tag die 115 bis 120 katholischen Kinder Unterricht und einige Stunden die jüdischen Kinder, es waren 14 Jungen und 23 Mädchen. Das Angebot, einen jüdischen Elementarlehrer einzustellen, lehnte die jüdische Gemeinde ab, sie wollte lieber einen christlichen Lehrer. Für den Unterricht der jüdischen Kinder wurde ein Zimmer im Podewilsschen Schloss gemietet. Bald fand dort auch der Unterricht der christlichen Kinder statt. 1814 erbaute die Gemeinde Floß ein Schulgebäude, in dem auch für die jüdischen Kinder ein Klassenzimmer zur Verfügung gestellt wurde. Hier wurden die jüdischen Kinder auf Wunsch der jüdischen Gemeinde von einem christlichen Lehrer unterrichtet. Erst im Jahr 1878 bekamen sie einen jüdischen Lehrer. Die jüdische Elementarschule wurde wegen zu geringer Schülerzahl am 1. September 1921 aufgelöst.
1824 gab es eine Religionsschule und von 1878 bis 1921 eine israelitische Volksschule. 1812 gab es in der jüdischen Gemeinde Floß vier Privatlehrer.

#### Synagogenneubau

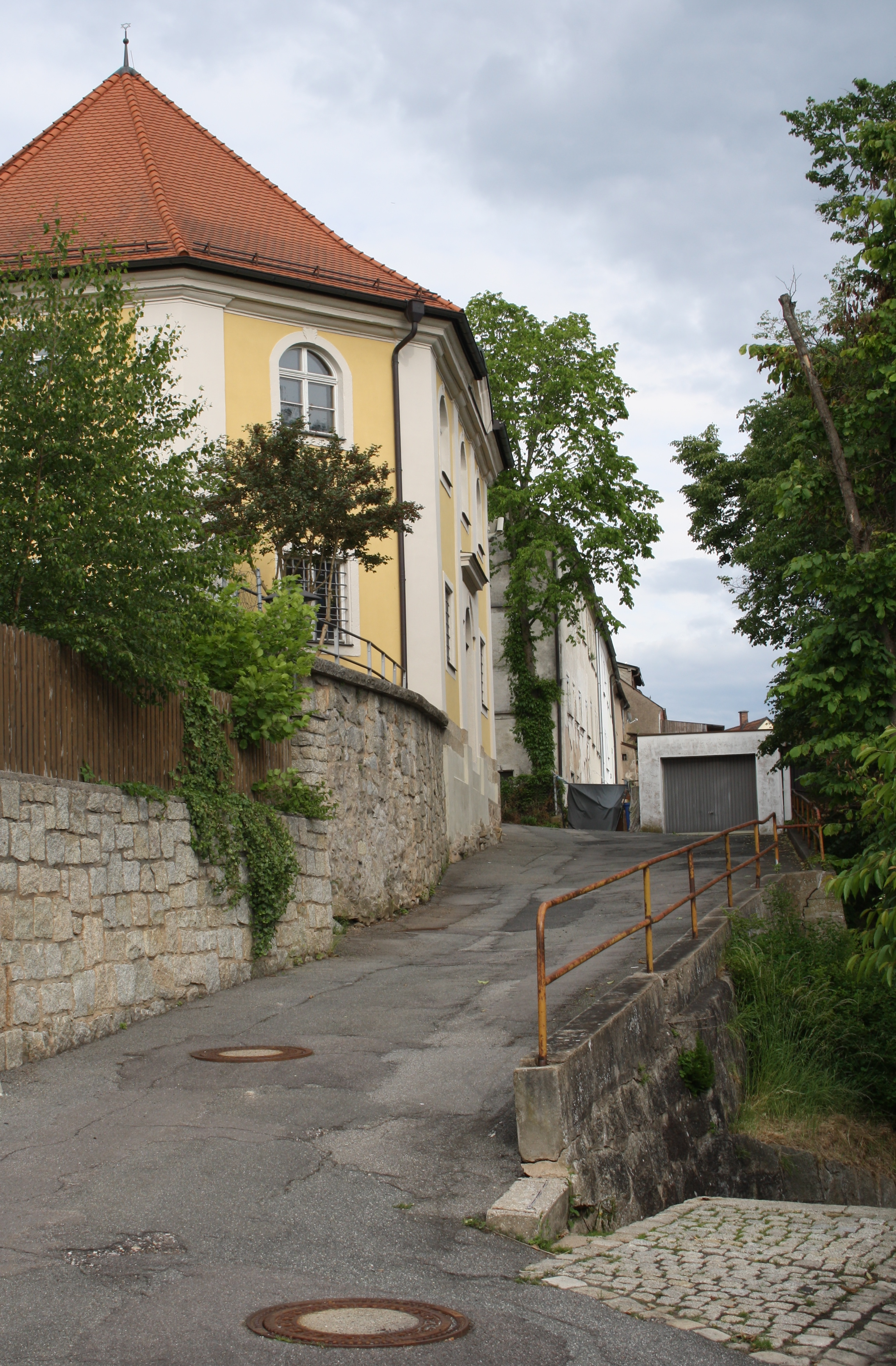
Judengasse mit neuer Synagoge

1813 wurde Floß von einem Großbrand heimgesucht dem auch die hölzerne Synagoge und viele Häuser auf dem Judenberg zum Opfer fielen.
Sieben Thorarollen konnten aus dem Brand gerettet werden.
Der Neustädter Landrichter Karl Franz Reisner Freiherr von Lichtenstern (* 12. August 1776 in Burg Treswitz; † 24. März 1866 in Amberg), Major der Bürgerwehr, vereinigte die staatliche Gewalt in seiner Person.
Er benutzte diese seine Machtfülle, um Floß in moderner Art und Weise wieder aufzubauen.
Durch rigorose Enteignung der Grundstücke schuf er eine neue übersichtliche Ortsstruktur mit breiten, geraden Straßen und klarer Einteilung.
Er erlaubte nur noch gemauerte Häuser, um die Feuergefahr einzudämmen.
Zusammen mit seinem Architekten Johann Daniel Tauber plante er auch die neue Bebauung des Judenberges.
Für die abgebrannte hölzerne Synagoge ließ er nach Plänen des Architekten Johann Daniel Tauber eine neue gemauerte Synagoge erbauen.
Dieser Bau kostete die jüdische Gemeinde 12000 Gulden und wurde 1817 fertiggestellt.
Harte Kämpfe gab es dabei um einen liturgisch motivierten Anbau, einen sogenannten Pallisch.
Dieser Synagogenvorraum wurde im Rahmen dieser Kämpfe von der jüdischen Gemeinde gebaut, von der lokalen Regierung abgerissen, dann unter dem Schutz der Kreisregierung wieder aufgebaut.
Schließlich wurde er während der Novemberpogrome 1938 von den Nazis völlig abgerissen und bei den Restaurierungen 1980 und 2005 nicht wieder aufgebaut.
Natürlich schuf sich Lichtenstern durch sein rigoroses Vorgehen viele Feinde.
Auch die Floßer Juden hätten lieber eine billige und einfache Synagoge gebaut um Geld zu sparen.
Heute (2016) jedoch heißt die Hauptstraße von Floß „Freiherr-von-Lichtenstern-Straße“, die Floßer freuen sich an ihrer schönen, lichtdurchfluteten Ortschaft und auch die weithin sichtbare Synagoge auf dem Judenberg findet viele Bewunderer.
Die Synagoge und das gesamte ehemalige Ghetto Judenberg stehen unter Denkmalschutz und gelten als „Ensemble von europäischem Rang“.

#### Eingemeindung der Gemeinde Judenberg in die Gemeinde Floß
Das Bayerische Judenedikt von 1813 verbesserte die rechtliche Stellung der Juden von Floß.
Allerdings wurde nun durch den Matrikelparagraphen ihre Anzahl beschränkt und sollte sogar verringert werden.
Abgeschafft wurden Vorschriften über die Höhe der Mitgift, über das Heiratsalter und das Richteramt der Rabbiner.
Die zu dieser Zeit in Floß lebenden 64 jüdischen Familien mussten für sich Familiennamen wählen und wurden mit diesen, ihrem Beruf, Kinderzahl und Vermögen registriert.
Es wurde dann die Normzahl für Floß auf 40 jüdische Familien festgesetzt, aber die Anzahl der jüdischen Familien nahm nicht ab, sondern stieg bis 1842 auf 72 Familien und 20 % der Gesamtbevölkerung von Floß.
Die jüdische Gemeinde am Judenberg bildete eine selbständige politische Kommunalgemeinde mit eigenen öffentlichen Institutionen.
Sie musste eigene Nachtwächter, Feuerwehr, Armenpflege bezahlen.
Sie hatte eine eigene Hausnummerierung.
Sie musste für das Pflaster ihrer Straßen sorgen und für die Instandhaltung einer Strecke der Vizinalstraße.
Bis 1817 musste sie jährlich ihre Gemeinderechnungen zur Prüfung beim Generalkommissariat in Bayreuth einreichen.
1819 erfuhr das Ministerium aus einem Bericht des Landgerichtes von der politischen Gemeinde Judenberg.
Auf Befehl des Ministeriums wurde die Judengemeinde aufgelöst und in den Markt Floß eingegliedert.
Die Juden von Floß waren über diese Regelung glücklich, aber nicht die christliche Bevölkerung von Floß.
Aufgrund der anhaltenden Proteste aus der christlichen Gemeinde Floß wurde 1824 die Entscheidung rückgängig gemacht und der Judenberg wieder eine autonome politische Gemeinde.
Nur die polizeiliche Verwaltung von Floß galt auch für den Judenberg.
1841 wurde im Grundsteuerkataster und im Grund-Saal- und Lagerbuch der Steuergemeinde Floß eine „Ortschaft Judenberg“ mit 42 1/2 Häusern verzeichnet.
Erst 1851 gelang es zwei jüdischen Bewohnern, sich im christlichen Teil von Floß anzusiedeln.
Dieses Bayerische jüdische Ghetto Judenberg bestand als politisch autonome Gemeinde entgegen allen anderslautenden Vorschriften der Bayerischen Regierung bis 1870.
1870 wurde der Judenberg endlich nach Floß eingemeindet.

#### Aufschwung ab Mitte des 19. Jahrhunderts
In den Jahren 1810 bis 1861 erreichte die jüdische Gemeinde Floß ihren zahlenmäßigen Höchststand mit 72 Familien, über 300 Personen und einem Anteil von mehr als 22 % an der Gesamtbevölkerung von Floß.
Diese große Anzahl von Juden löste bei den christlichen Bewohnern von Floß Ängste aus.
Dann jedoch begann die Auswanderungswelle nach Nordamerika und innerhalb von 10 Jahren sank die Anzahl der jüdischen Familien um ein Drittel.
Mit der völligen bürgerlichen Gleichstellung der Juden 1871 begann eine Abwanderung in die größeren Städte.
Die wirtschaftliche Situation der verbliebenen Juden verbesserte sich.
Christen kauften Häuser auf dem Judenberg und umgekehrt ließen sich Juden unten im Markt Floß nieder.
Die Situation entspannte sich.
Es kam zu gutem und freundschaftlichem Einvernehmen zwischen Juden, Katholiken, Protestanten und auch zu den Behörden.
Diese Entwicklung gipfelte 1893 in der Ernennung von Rabbiner Israel Wittelshöfer zum Ehrenbürger von Floß.
Allerdings wurde nie eine christlich-jüdischen Ehe in Floß geschlossen.
1851 wurde Floß Distriktsrabbinat und Rabbiner Israel Wittelshöfer Distriktsrabbiner.
Seit 1851 betreute er die jüdische Gemeinde von Sulzbach mit
Dem Distriktsrabbinat Floß schlossen sich die jüdischen Gemeinden von Amberg (1872), Cham und Weiden an.
Außerdem betreute er einzelne jüdische Familien in Erbendorf, Tirschenreuth, Mitterteich, Waldsassen, Waidhaus, Kemnath, Windischeschenbach, Teunz, Schönsee und Frankenreuth.
1874 wurde das Haus Judenberg Nr. 31 als Gemeinde- und Rabbinerhaus eingerichtet.
Israel Wittelshöfer war der letzte Rabbiner von Floß.
Als er 1896 starb, gab es weniger als 73 Juden in Floß.
Die jüdische Gemeinde von Floß wurde zunächst dem Rabbinat Bayreuth dann dem Distriktsrabbinat Regensburg zugeordnet dem Magnus Weinberg vorstand.

### 20. Jahrhundert bis Gegenwart

#### 1900 bis 1945
1902 hatte die jüdische Gemeinde von Floß 10 männliche Mitglieder aus Floß und 29 Auswärtige.
Bereits während der Weimarer Zeit kam es in Floß zu antisemitischen Ausschreitungen und Friedhofsschändungen.
Die Nationalsozialisten fanden in Floß begeisterte Anhänger, wie z. B. Richard Baer Kommandant des KZ Auschwitz.
Seit 1933 gab es Boykottaufrufe gegen Juden, Einschüchterung von Kunden jüdischer Geschäfte, von Lehrern aufgehetzte Kinder, die Juden mit Steinen bewarfen und andere Feindseligkeiten.
Nichtjüdische Bürger, die mit Juden befreundet waren und diese unterstützten wurden massiv eingeschüchtert.
Angesichts dieser Zustände war es sehr mutig, dass die jüdische Gemeinde Floß 1934 ihr 250-jähriges Bestehen 1934 feierte.
Beim Novemberpogrom 1938 wurden die jüdischen Floßer Familien Ansbacher, Eisemann, Steinhardt und Wilmersdörfer von den Nazis brutal misshandelt, ins Gefängnis gesperrt und zwei Männer wurden ins KZ Dachau gebracht.
Von den 27 Juden, die 1933 noch in Floß lebten, konnten bis 1942 15 Personen auswandern, zwei verstarben und sechs zogen an andere Orte.
Einige der Ausgewanderten und fünf der Verzogenen wurden von den Nazis eingeholt und ermordet.
Am 2. April 1942 wurden die beiden letzten in Floß verbliebenen jüdischen Ehepaare nach Piaski bei Lublin und in das KZ Theresienstadt deportiert und ermordet.

#### 1945 bis Gegenwart
Insgesamt wurden 29 aus Floß stammende Juden von den Nazis ermordet.
Ein Jude aus Floß überlebte das KZ Auschwitz-Birkenau, zog sich allerdings dort eine schwere Krankheit zu, der er 1951 im Kibbuz Ginegar in Israel erlag.
90 Juden kamen als Displaced Persons 1945 nach Floß. Sie bildeten eine neue jüdische Gemeinde, die sich im Wohnhaus des deportierten jüdischen Ehepaares Karoline und Hugo Wilmersdörfer zum Beten versammelte.
Auf einem Bauernhof richteten sie einen Kibbuz ein, auf dem sie sich auf ihre Auswanderung nach Israel vorbereiteten.
Von diesen 90 Juden verließen alle Floß wieder bis auf einen einzigen Juden, der ein Floßer Mädchen heiratete. Aber auch dieser zog 1956 von Floß weg nach München.
1997 wurde der jüdische Friedhof von Floß geschändet. 44 Grabsteine wurden umgestürzt.
Im Jahr 1999 wurde an der Universität Bayreuth ein detailliertes Konzept erstellt für ein jüdisches Museum in Floß im Alten Pflegschloss und seinen historisch wertvollen Nebengebäuden. Dieses jüdische Museum sollte im Zusammenhang mit der Gedenkstätte im ehemaligen KZ Flossenbürg Schulklassen und interessierten Touristen Zugang gewähren zu den in Floß relativ gut erhaltenen Zeugen der jüdischen Lebens, nämlich dem ehemaligen jüdischen Ghetto Judenberg, der Synagoge und dem jüdischen Friedhof. Dieses Projekt verlief offenbar im Sande, denn das Alte Pflegschloss in Floß beinhaltet heute (2016) wie damals in einigen Räumen des Erdgeschosses eine Musikschule, während das Obergeschoss weiterhin leer steht. Die historisch ebenfalls wertvollen Nebengebäude werden als Garagen und Abstellkammer genutzt.
Die in den Jahren 1970 und 2005 renovierte Synagoge in Floß wird von der jüdischen Gemeinde Weiden betreut.
Ab und zu werden hier auch Gottesdienste abgehalten und Ausstellungen geplant.

## Anzahl der jüdischen Einwohner in Floß
| Jahr      | Anzahl Familien | Anzahl Personen | in % der Gesamteinwohnerschaft |
| --------- | --------------- | --------------- | ------------------------------ |
| 1684      | 4 Familien      |                 |                                |
| 1716      | 8 Familien      |                 |                                |
| 1736      | 14 Familien     |                 |                                |
| 1759      | 25 Familien     |                 |                                |
| um 1770   | 37 Familien     |                 |                                |
| 1814      | 64 Familien     |                 |                                |
| 1817      |                 | 261 Personen    | 22 %                           |
| 1840/42   | 72 Familien     |                 | 20 %                           |
| 1848      | 64 Familien     | 385 Personen    |                                |
| 1851      | 51 Familien     |                 |                                |
| 1861      |                 | 311 Personen    | 21 %                           |
| 1867      |                 | 288 Personen    | 12 %                           |
| 1871      |                 | 191 Personen    | 10 %                           |
| 1875      |                 | 156 Personen    |                                |
| 1880      |                 | 119 Personen    |                                |
| 1890      |                 | 73 Personen     | 4 %                            |
| 1900/1910 |                 | 43 Personen     |                                |
| 1925      | 8 Familien      | 23 Personen     |                                |
| 1933      |                 | 19 Personen     |                                |
| 1938      |                 | 11 Personen     |                                |
| 1942      |                 | 4 Personen      |                                |
| 1943      |                 | 0 Personen      |                                |
| 1946      |                 | 90 Personen     |                                |
| 1950      |                 | 1 Person        |                                |
| 1957      |                 | 0 Personen      |                                |

## Rabbiner in Floß
Der Rabbiner von Sulzbach betreute die jüdische Gemeinde in Floß bis 1736.
Von 1736 bis 1894 war Floß Sitz eines Ortsrabbinates.
Liste der Rabbiner in Floß:
- 1736–1767 Salomon ben David
- 1767–1771 Jakob ben Moses Dörnberger aus Derenburg in Sachsen-Anhalt
- 1772–1790 Elieser Veit Petschauer aus Böhmen
- 1791–1799 Isaak ben Secharja Fränkel
- 1800–1813 David Hessel Horowitz Rabbiner, Vorbeter und Schächter in Floß
- 1813–1840 Moses Wittelshöfer aus Baiersdorf
- 1840–1896 Israel Wittelshöfer, Sohn von Moses Wittelshöfer, letzter Rabbiner in Floß[7][8]

## Bedeutende Mitglieder der jüdischen Gemeinde Floß
- Joseph Schwarz (1804–1865), geboren in Floß, Geograph und Rabbiner. Er ging 1833 nach Palästina und widmete sich der Erforschung des Heiligen Landes.
- David Ludwig Bloch (1910–2002), geboren in Floß, emigrierte 1940 nach Shanghai und ging von dort aus 1949 in die USA. Er war Porzellanmaler und Lithograf und wurde zwei Jahre nach seinem Tod zum Ehrenbürger von Floß ernannt.[1]